# Classe Gerard Callenburgh
La classe Gerard Callenburgh fu una classe di cacciatorpediniere costruiti sul finire degli anni trenta per la Koninklijke Marine olandese; furono realizzate quattro unità, anche se gli eventi dell'invasione tedesca dei Paesi Bassi fecero sì che solo due di esse divenissero pienamente operative: la capoclasse Hr. Ms. Gerard Callenburgh fu catturata dai tedeschi e rimessa in servizio con la Kriegsmarine sotto il nome di ZH1, finendo infine affondata da unità navali Alleate nel canale de La Manica il 9 giugno 1944; la Hr. Ms. Isaac Sweers invece riparò in Gran Bretagna, continuando a servire con la marina olandese finché non fu affondata da un sommergibile tedesco il 13 novembre 1942. Le altre due unità (Hr. Ms. Tjerk Hiddes e Hr. Ms. Philips Van Almonde) furono autoaffondate dagli stessi olandesi perché non cadessero in mani tedesche.

## Il progetto
I cacciatorpediniere della classe Gerard Callenburgh riprendevano la struttura delle precedenti unità della classe Admiralen, rispetto alle quali risultavano molto più grandi (2.640 t di dislocamento contro 1.640 t). Costruite per sovrastare i contemporanei cacciatorpediniere giapponesi e spesso paragonate alle navi della classe Tribal britannica, le Gerard Callenburgh avevano come armamento principale cinque cannoni Bofors No. 8 da 120 mm, quattro in due torri binate a prua e poppa ed un quinto in una torre singola posta su una sovrastruttura a poppa, mentre l'armamento antiaereo era basato su due impianti binati di cannoni Bofors 40 mm ed altrettanti impianti binati di mitragliatrici Vinckers da 12,7 mm, leggero ma sufficiente per gli standard contemporanei; completavano l'armamento 8 tubi lanciasiluri da 533 mm (due impianti quadrupli), 24 mine e 4 mortai per bombe di profondità. Il progetto originario prevedeva anche la possibilità di imbarcare un idrovolante da ricognizione, sebbene non fosse presente una catapulta per aerei.
Entrambe le unità entrate in servizio subirono modifiche rispetto al progetto originario: la Gerard Callenburgh fu completata nei cantieri della Blohm & Voss di Amburgo, e parte del suo equipaggiamento di origine olandese fu rimpiazzato con componenti tedeschi, subendo anche modifiche alle sovrastrutture ed ai fumaioli; l'armamento antiaereo fu completamente rimpiazzato da 4 cannoncini da 37 mm e 16 da 20 mm. La Isaac Sweers fu invece completata nei cantieri John I. Thornycroft & Company di Southampton: la struttura rimase la stessa ma l'armamento fu quasi completamente modificato, con sei cannoni britannici Mk XVI da 4 pollici bivalenti antiaerei/antinave, i due impianti Bofors da 40 mm antiaerei, un impianto binato di cannoncini da 20 mm e due quadrupli di mitragliatrici antiaeree da 0,5 pollici; la nave fu inoltre dotata di un apparato ASDIC e di tre impianti radar britannici type 289.

## Unità
| Nome                | Cantiere                            | Impostazione     | Varo            | Entrata in servizio | Destino finale                                                                                         |
| ------------------- | ----------------------------------- | ---------------- | --------------- | ------------------- | --- |
| Gerard Callenburgh  | Rotterdamsche Droogdok Maatschappij | 1º ottobre 1938  | 12 ottobre 1939 | 11 ottobre 1942     | affondata il 9 giugno 1944 nel canale de La Manica da una squadra navale Alleata                       |
| Tjerk Hiddes        | Rotterdamsche Droogdok Maatschappij | 1º ottobre 1938  | 12 ottobre 1939 | mai completata      | autoaffondata il 15 maggio 1940 nel porto di Rotterdam; lo scafo fu recuperato e demolito dai tedeschi |
| Isaac Sweers        | Koninklijke Maatschappij de Schelde | 26 novembre 1938 | 16 marzo 1940   | 29 maggio 1941      | affondata il 13 novembre 1942 dal sommergibile tedesco U-431 al largo delle coste dell'Algeria         |
| Philips Van Almonde | Koninklijke Maatschappij de Schelde | 2 marzo 1939     | mai varata      | mai completata      | fatta saltare in aria sullo scalo il 17 maggio 1940; il relitto fu demolito dai tedeschi               |